# Бидуля, Павел Николаевич
Павел Николаевич Бидуля (22 июля 1893 года, Сновск, Черниговская губерния — 23 марта 1967 года, Москва) — советский учёный-металлург, ректор МГВМИ, Заслуженный деятель науки и техники РСФСР.

## Биография
Павел Николаевич Бидуля родился в 1893 г. на станции Сновск Черниговской губернии в семье железнодорожника. В 1902 г. он поступил в среднюю школу в г. Минск и с 12 лет начал трудовую жизнь.
В 1911 г. он поступает в Харьковский технологический институт и заканчивает его с отличием в 1918 г. До 1922 г. П.Н. Бидуля работал на железной дороге, затем полностью посвятил себя литейному производству. В 1926 г. обучался на специальных курсах, организованных Русским металлургическим обществом, где читали лекции В.Е. Грум-Гржимайло, М.А. Павлов, А.А. Байков, Н.А. Минеквич и Б.В. Старк.
Около 17 лет П.Н. Бидуля работал на производстве: цеховым инженером, начальником литейного цеха, главным металлургом завода «Красный профинтерн» в г. Бежица, главным инженером завода им. Войкова в Москве. Под руководством И.П. Бардина П.Н. Бидули был спроектирован, построен и введен в производство литейный цех Кузнецкого металлургического комбината, он был первым начальником этого цеха.
Умер в 1967 году. Похоронен на Головинском кладбище.

## Педагогическая и научная деятельность
С 1932 г. П.Н. Бидуля переходит на научно-педагогическую работу в вузах. Хотя педагогическая деятельность П.Н. Бидули началась в 1929 г. в Московской горной академии, главным для него тогда была работа на производстве. В 1932 г., во время работы на Кузнецком металлургическом комбинате, П.Н. Бидуля был избран первым заведующим кафедрой литейного производства Сибирского металлургического института им. С. Орджоникидзе, а затем работал заместителем директора этого института. Позже переходит на работу в Московский институт стали, где работает доцентом кафедры литейного производства до 1943 г.
После 1943 года и до конца трудовой деятельности П.Н. Бидуля работал в Московском вечернем металлургическом институте (МВМИ) руководителем кафедры, в 1948-57 гг. – ректором МВМИ. Кандидатскую и докторскую диссертации он защитил в МИСе.
П.Н. Бидуля является автором ряда учебников для вузов, получивших широкую известность. Его учебник «Технология стальных отливок» издан на чешском, английском и французском языках, а «Литейное производство» - на китайском и болгарском.

## Признание
В 1959 г. П.Н. Бидуле было присвоено звание Заслуженного деятеля науки и техники РСФСР.